# Giacomo Albanese
Giacomo Albanese (Geraci Siculo, 11 luglio 1890 – San Paolo del Brasile, 8 giugno 1947) è stato un matematico italiano, uno dei maggiori e più originali esponenti della scuola italiana di geometria algebrica.

## Biografia
Dopo le scuole medie frequentate a Palermo, nel 1909 vinse il bando di ammissione alla Scuola Normale Superiore di Pisa, quindi si iscrisse alla Facoltà di Scienze dell'Università di Pisa, laureandosi in matematica nel 1913 sotto la guida di Ulisse Dini, Eugenio Bertini e Luigi Bianchi; per la sua dissertazione vinse il premio "Ulisse Dini". Subito dopo la laurea, fu assistente incaricato del Dini, quindi di Onorato Nicoletti fino al 1919, quando passò all'Università di Padova come assistente di Francesco Severi.
Nel 1920 vinse la cattedra di analisi matematica all'Accademia Navale di Livorno, dove rimase fino al 1923 quando, conseguita la libera docenza in geometria analitica e proiettiva nel 1924, vinse, l'anno seguente, la cattedra di geometria proiettiva e descrittiva dell'Università di Catania. Nel 1927 passò alla medesima cattedra dell'Università di Palermo, quindi, nel 1929, alla cattedra di geometria analitica dell'Università di Pisa, che mantenne fino alla morte prematura, avvenuta improvvisamente, mentre si trovava a San Paolo del Brasile, nel 1947, dove teneva - dal 1936 - altresì corsi d'insegnamento all'Universidade de São Paulo.
Si occupò soprattutto di geometria algebrica, settore in cui diede fondamentali contributi.